# Anarquismo y otros ensayos
Anarquismo y otros ensayos es un libro escrito por la anarcofeminista Emma Goldman, publicado en 1910, desde allí se ha publicado con cierta regularidad, en versiones completas o parciales. En su pensamiento relacionaba la lucha feminista con la de la clase obrera y hacía aportes sobre la sexualidad femenina. 
El libro contiene los siguientes ensayos: Anarquismo: lo que realmente significa, Minorías versus Mayorías, La psicología de la violencia política, Prisiones: un crimen social y sus fallos, Patriotismo: una amenaza a la libertad, Francisco Ferrer y la Escuela Moderna, La hipocresía del puritanismo, El tráfico de mujeres, El sufragio femenino, La tragedia de la emancipación de la mujer, matrimonio y amor, El drama: un poderoso propagador del pensamiento radical.